# Принц Жиронський

Герб принца Жиронського

Принц Жиро́нський або принцеса Жиронська (кат. Príncep de Girona) — титул престолонаступника Королівства Іспанія. До 1700 року був титулом наступника престолу Арагонського королівства. Титул пов'язаний із містом Жирона в Каталонії.
З 19 червня 2014 року титул принцеси Жиронської належить принцесі Леонор.

## Історія
Титул уперше з'явився в 1351 році, коли король Педро IV надав титул герцога Жиронського (кат. duc de Girona) своєму синові Хуанові.
У частині I Constitucions i Altres Drets de Cathalunya в розділі «Genealogia dels Reys d'Aragó i Comtes de Barcelona» міститься генеалогія короля Хуана I, сина Педро IV, де йдеться, що Хуан та Іоланда мали сина Хайме з титулом «дофіна Жиронського». 19 лютого 1416 року король Фернандо I підвищив титул до князівства Жиронського (кат. principat de Girona).
Титул надавався наступникам престолу Арагонського королівства. З 1479 року, відколи Кастилією та Арагоном правив спільний монарх, наступником престолу Кастилії та Арагону також була одна особа, що володіла водночас титулами принца Астурійського та принца Жиронського.
З 1700 року титул принца Жиронського не вживався. Він повернувся до титулатури наступника престолу 21 січня 1977 року, коли його надали принцу Феліпе. 

## Список принців Жиронських
| Ім'я                                   | Світлина                     | Монарх        | Принц Жиронський від | Консорт                |
| -------------------------------------- | ---------------------------- | ------------- | -------------------- | ---------------------- |
| Арагонська династія                    |                              |               |                      |                        |
| Інфант Хуан                            |                              | Педро IV      | 1351                 | Марта де Арманьяк      |
| Інфант Хуан                            | Іоланда де Бар               | Педро IV      | 1351                 |                        |
| Інфант Хайме                           |                              | Хуан I        | 6 січня 1387         |                        |
| Інфант Фернандо                        |                              | Хуан I        | 1389                 |                        |
| Інфант Педро                           |                              | Хуан I        | 1394                 |                        |
| Трастамарський дім                     |                              |               |                      |                        |
| Інфант Альфонсо                        |                              | Фернандо I    | січень 1414          | Марія Кастильська      |
| Принц Карлос                           |                              | Хуан II       | 27 червня 1458       |                        |
| Принц Фернандо                         |                              | Хуан II       | 23 вересня 1461      | Ізабела Кастильська    |
| Період громадянської війни (1462-1472) |                              |               |                      |                        |
| Принц Хуан                             |                              | Фернандо II   | 20 січня 1479        | Маргарита Австрійська  |
| Принц Мігель                           |                              | Фернандо II   | 28 серпня 1498       |                        |
| Принцеса Хуана                         |                              | Фернандо II   | 1502                 | Філіп Вродливий        |
| Габсбурги                              |                              |               |                      |                        |
| Принц Карлос                           |                              | Хуана I       | 23 січня 1516        | Ізабелла Португальська |
| Принц Філіп                            |                              | Карлос I      | 21 травня 1527       | Марія Мануела          |
| Принц Філіп                            | Марія I, королева Англії     | Карлос I      | 21 травня 1527       |                        |
| Принц Карлос                           |                              | Філіп II      | 16 січня 1556        |                        |
| Принц Фернандо                         |                              | Філіп II      | 4 грудня 1571        |                        |
| Принц Дієго                            |                              | Філіп II      | 18 жовтня 1578       |                        |
| Принц Філіп                            |                              | Філіп II      | 21 листопада 1582    | Маргарита Австрійська  |
| Принц Філіп                            |                              | Філіп III     | 8 квітня 1605        | Ізабелла Французька    |
| Принц Бальтазар Карлос                 |                              | Філіп IV      | 17 жовтня 1629       |                        |
| Принц Філіп Просперо                   |                              | Філіп IV      | 20 листопада 1657    |                        |
| Принц Карлос                           |                              | Філіп IV      | 6 листопада 1661     | Марія Луїза Орлеанська |
| Принц Карлос                           | Марія Анна Пфальц-Нойбурзька | Філіп IV      | 6 листопада 1661     |                        |
| Бурбони                                |                              |               |                      |                        |
| Принц Філіп                            |                              | Хуан Карлос I | 21 січня 1977        | Летиція                |
| Принцеса Леонор                        |                              | Філіп VI      | 19 червня 2014       |                        |

## Фундація принцеси Жиронської

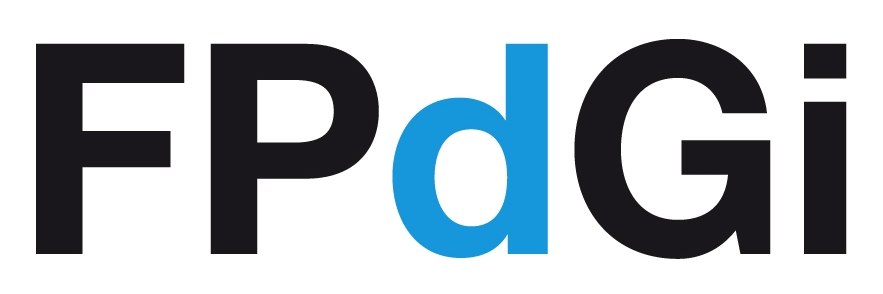
Логотип Фундації принцеси Жиронської

2009 року створено Фундацію принца Жиронського (з 2014 року — Фундація принцеси Жиронської). Щороку Фундація нагороджує премією Фундації принцеси Жиронської з метою сприяння та заохочення проведення наукових досліджень, художньої творчості тощо.